# Lophocampa annulosa
Lophocampa annulosa là một loài bướm đêm thuộc phân họ Arctiinae, họ Erebidae.